# 總務部隊
總務部隊（英語：General Service Corps）是英國陸軍的一支部隊。

## 角色
總務部隊的作用是提供專家，這些專家通常在特殊名單或普通名單上。這些名單在兩次世界大戰中都用於提供專業人員和未分配給其他團的人員。在第二次世界大戰中，這些名單被用於提供特別行動執行處的男性特工。

## 歷史
總務部隊成立於1942年2月。 從1942年7月2日起，陸軍新兵入伍的前六週將被納入總務部隊，以便他們隨後的職位分配能夠考慮到他們的技能和陸軍的需要。